# Испарта (провінція)
Испарта (тур. Isparta) — провінція у Туреччині, розташована на південному заході країни. Столиця — місто Испарта (населення 148 000 жителів відповідно до даних на 2000 рік).  
Населення провінції 547 525 жителів (дані на 2007 рік). Провінція складається з 13 районів.
| Туреччина | Це незавершена стаття з географії Туреччини. Ви можете допомогти проєкту, виправивши або дописавши її. |